# 월드워Z (2019년 비디오 게임)
《월드워Z》(World War Z)는 세이버 인터랙티브가 개발하고 매드 도그 게임스가 배급한 3인칭 슈팅 비디오 게임이다. 2019년 4월 16일 마이크로소프트 윈도우, 플레이스테이션 4, 엑스박스 원용으로 출시되었다. 2006년 책 '세계 대전 Z'에 어느 정도 기반을 두고 있으며 2013년 영화 '월드워Z'의 동일한 유니버스를 배경으로 한다. 이 게임은 모스크바, 뉴욕, 예루살렘, 도쿄, 시드니, 오슬로, 바르셀로나, 덴버, 카이로, 서울, 부다페스트, 오클랜드, 부에노스아이레스, 파리, 요하네스버그에서 좀비 대재앙의 생존자들이 등장한다.

## 게임플레이
이 게임은 다음의 15개의 장소에서 4명의 플레이어가 좀비떼들과 싸우는 3인칭 협동 슈팅 게임이다: 모스크바, New York, 예루살렘, 도쿄, 시드니, 오슬로, 바르셀로나, 덴버, 카이로, 서울, 부다페스트, 오클랜드, 부에노스아이레스, 파리, 요하네스버그. 플레이어는 6개의 클래스(계급) 중 하나를 선택할 수 있는데, 여기에는 Gunslinger, Hellraiser(폭발물 사용에 특화), Fixer, Medic, Slasher(근접 무기 사용), Exterminator(크라우드 컨트롤에 특화)가 포함된다. 플레이어가 게임을 진행할수록 클래스 중 각각에 대한 새 특전과 무기들의 잠금을 해제할 수 있다. 이 게임은 한 화면에 동시에 최대 1,000명의 적을 표시하도록 지원할 수 있으며 서로를 타고 올라가서 더 높은 레벨의 플레이어에 도달할 수 있다. 플레이어는 전쟁터에서 각기 다른 아이템을 모을 수 있으나 이들의 위치는 절차적으로 생성된다. 좀비전 외에 플레이어는 각 지점에서 생존자를 호위하는 등 각기 다른 목표를 완수하여야 한다.
이 플레이어는 플레이어 대 플레이어 대 좀비 모드, 스웜 데스매치, 스웜 도미네이션, 킹 오브 더 힐을 포함한 5개의 멀티플레이어 모드가 제공된다

## 평가
리뷰 애그리게이터 메타크리틱에 따르면 이 게임은 비평가들로부터 혼재된 평균 평점을 받았다. 게임 인포머는 레프트 포 데드 시리즈와 비교하면서 슈팅 매커닉, 시각과 스토리 면에서 좋은 평가를 내렸으나 사운드트랙, 기술 문제, 캐릭터 내레이션 중 일부에 대해서는 비판하였다.

### 판매
영국 출시 첫 주 동안 가장 많이 판매된 리테일 게임이었다. 2019년 4월 23일, 100만 본 이상이 판매되었다. 출시한지 1달 후 2백만 본 가까이 판매되었다.
일본에서 플레이스테이션 4 버전의 월드워Z가 출시 첫 주에 27,872본이 판매되어 모든 포맷의 비디오 게임 판매 차트에서 7위를 차지하였다.